# Trippelkronan av Motorsport

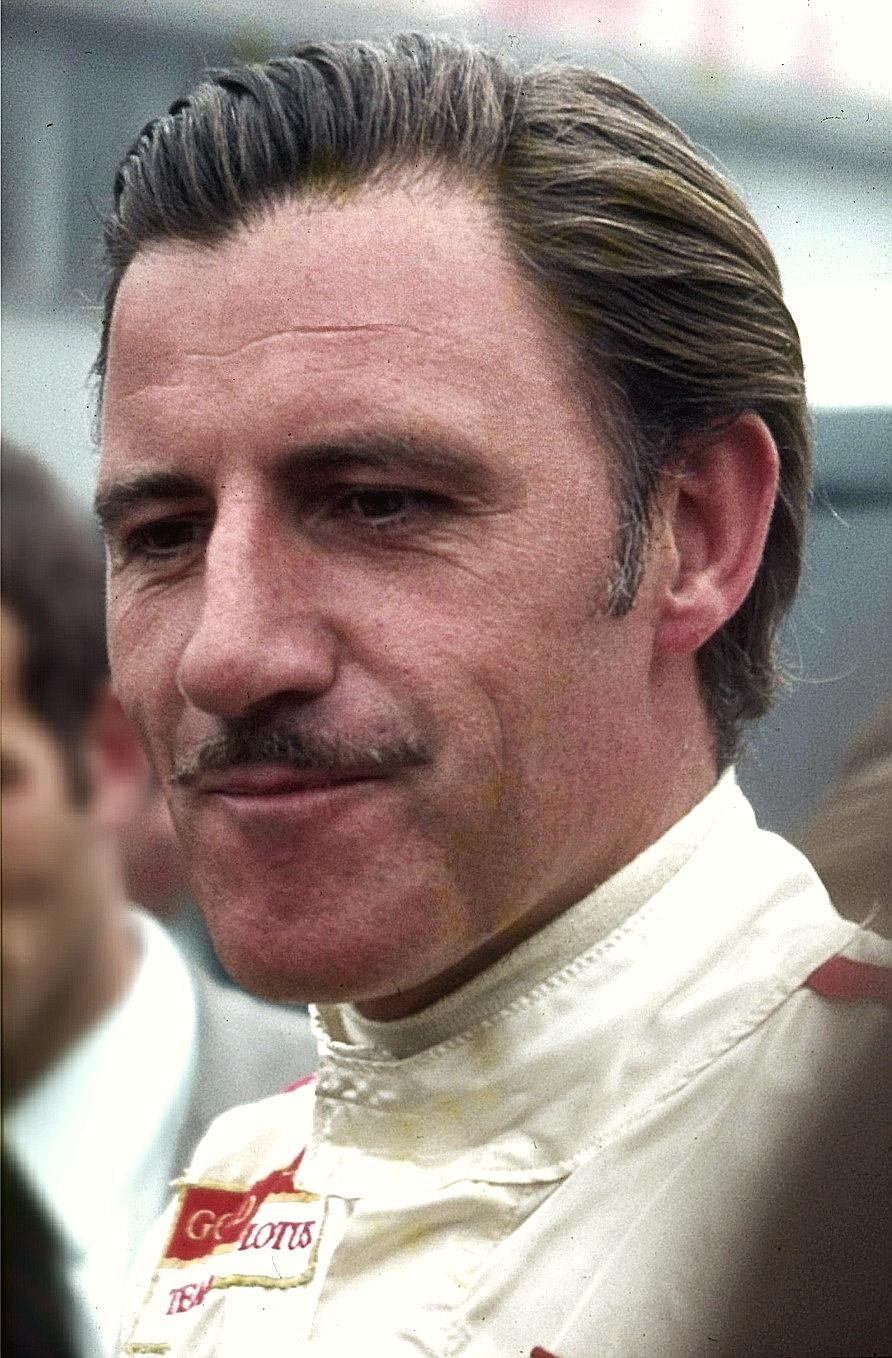
Graham Hill (bild från 1969) är den enda föraren som har uppnått Trippelkronan

Trippelkronan av Motorsport är en inofficiell motorsport-prestation, som ofta betraktas som att ha vunnit tre av de mest prestigefyllda motortävlingarna i världen i sin karriär:
- Indianapolis 500
- Le Mans 24-timmars
- Monacos Grand Prix

Graham Hill är den enda föraren som har uppnått Trippelkronan. 19 förare i motorsportens historia har tävlat i alla tre tävlingar i Trippelkronan och har vunnit minst en av tävlingarna. Juan Pablo Montoya och Fernando Alonso är de enda aktiva förare som har vunnit två av tre tävlingar.